# Bulbophyllum pallidum
Bulbophyllum pallidum là một loài phong lan thuộc chi Bulbophyllum.